# Decidi Saxa
Decidi Saxa (en llatí Decidius Saxa) va ser un militar romà, d'origen celtiber del segle i aC, germà de Luci Decidi Saxa.
L'any 41 aC era qüestor del seu germà a Síria i tenia el comandament a Apamea. Totes les guarnicions de la província es van rendir als parts (40 aC) en creure que Luci Decidi Saxa era mort, i Decidi Saxa executat.